# الارد، ادمانتون
الارد، ادمانتون (به انگلیسی: Allard, Edmonton) یک منطقهٔ مسکونی در کانادا است که در آلبرتا واقع شده‌است.

## خصوصیات
الارد ۲۴۱ نفر جمعیت دارد و ۶۹۷ متر بالاتر از سطح دریا واقع شده‌است.